# アラベスク (バレエ)

アラベスク

アラベスク（仏：Arabesque）は、バレエにおける技法の1つ。片方の脚で立ち、もう一方の足を上げるポーズ。

## アラベスク（ワガノワ・メソッド）
ワガノワ・メソッドにおいては、客席から見て斜めの方向（2の方向・8の方向）で行われる事が殆どである。つまり体の向きが2の方向での1番から4番のアラベスク、体の向きが8の方向での1番から4番のアラベスクがある。
1番・2番
エファッセから始める。客席側の脚を上げる。つまりエファッセに立った時の前にある脚が軸足となる。
1番　軸足と同じ腕が前方へ。もう片方の腕はは横へ。
2番　軸足と反対の腕が前方へ。もう片方の腕は横へ。
3番・4番
クロワゼから始める。客席から見て舞台奥の脚を上げる。つまりクロワゼに立った時の前にある脚が軸足となる。
3番　軸足と反対の腕が前方へ。もう片方の腕は横へ。
4番　軸足と同じ腕が前方へ。もう片方の腕は後方へ。左右の腕で1本のラインを描くように。